# Jan Svatopluk Presl

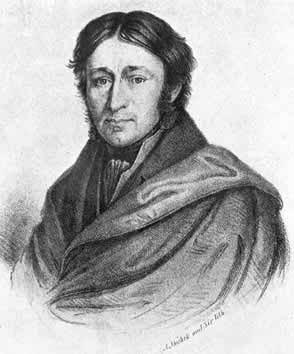
Jan Svatopluk Presl

Jan Svatopluk Presl (* 4. Oktober 1791 in Prag; † 6. April 1849 ebenda) war ein böhmischer, k. k. österreichischer Professor der Zoologie und Mineralogie und einer der bedeutenden Naturwissenschaftler des 19. Jahrhunderts. Sein offizielles botanisches Autorenkürzel lautet „J.Presl“.

## Leben
Presl studiert am Prager Gymnasium der Piaristen, später Medizin. Er eröffnete jedoch nie eine Praxis, sondern wurde Assistent der Zoologie und Mineralogie. 1818 arbeitete er zwei Jahre in Olmütz, kehrte danach nach Prag zurück und hielt für weitere 28 Jahre Vorlesungen an der Karls-Universität Prag.
Er war Mitbegründer der tschechischen Fachterminologie vieler wissenschaftlicher Gebiete, speziell jedoch Mineralogie, Chemie, Zoologie und Botanik. Er führte Doppelwörter für die Bezeichnung anorganischer Verbindungen ein und unterschied die Oxidationszahl unter Zuhilfenahme von Suffixen. Nicht alle seine Terminologien konnten sich jedoch halten. Seine Werke wurden später von Vojtěch Šafařík, Alexandr Sommer-Batěk (1874–1944) und Emil Votoček ergänzt oder überarbeitet.
Presl war ein begeisterter Patriot und führte zahlreiche tschechische Bezeichnungen in die wissenschaftliche Nomenklatur ein. Er gehörte zur Gruppe der tschechischen Nationalen Wiedergeburt um Josef Jungmann und plante mit diesen Vaterlandsanhängern die Gründung des Nationalmuseums. 1821 gründete er die erste tschechisch herausgegebene wissenschaftliche Zeitschrift Krok mit. 1848 war er einer der Delegierten der Slawischen Versammlung.

## Ehrungen
Ihm und seinem Bruder Karel Bořivoj Presl (1794–1852) zu Ehren wurden die Gattungen Preslia Opiz der Pflanzenfamilie der Lippenblütler (Lamiaceae) und Preslianthus Iltis & Cornejo aus der Familie der Kaperngewächse (Capparaceae) benannt.
Auch die seit 1914 erscheinende Zeitschrift Preslia ist nach ihnen benannt.

## Veröffentlichungen
- mit Karel Bořivoj Presl: Flora Čechica (Prag 1819) – das erste beendete, vollständige, systematisch bearbeitete Herbitarium, das 1498 Arten enthielt (Digitalisat).
- Mantissa I. ad Floram Čechicam (1822, Ergänzungsband)
- Lučba čili chemie zkusná (1828–1835, Schriftensammlung)
- Nerostopis čili Mineralogie (1837)